# Comuna Poharșciîna, Lohvîțea
Poharșciîna (în ucraineană Погарщина) este o comună în raionul Lohvîțea, regiunea Poltava, Ucraina, formată din satele Dibrivne și Poharșciîna (reședința).

## Demografie
Componența lingvistică a comunei Poharșciîna
     Ucraineană (98,22%)
     Rusă (1,69%)
     Alte limbi (0,09%)
Conform recensământului din 2001, majoritatea populației comunei Poharșciîna era vorbitoare de ucraineană (98,22%), existând în minoritate și vorbitori de rusă (1,69%).